# Serica nigrovariata
Serica nigrovariata är en skalbaggsart som beskrevs av Lewis 1895. Serica nigrovariata ingår i släktet Serica och familjen Melolonthidae. Inga underarter finns listade i Catalogue of Life.